# Monanthes subglabrata
Monanthes subglabrata är en fetbladsväxtart som beskrevs av Bañares. Monanthes subglabrata ingår i släktet Monanthes och familjen fetbladsväxter. Inga underarter finns listade i Catalogue of Life.